# Provinces du Népal
Les provinces du Népal (népalais : नेपालका प्रदेशहरू Nepalka Pradeshaharu) ont été créées le 20 septembre 2015, conformément à l'annexe 4 de la Constitution du Népal. Les sept provinces ont été formées par le regroupement des districts existants, et remplacent la précédente organisation territoriale selon laquelle le pays était subdivisé en 5 régions de développement, elles-mêmes subdivisées en 14 zones administratives.

## Histoire
Les provinces du Népal ont été formés selon l'annexe 4 de la Constitution du Népal. Les sept provinces ont été formées par le regroupement des 75 districts existants ; deux districts, à savoir Nawalparasi et Rukum, ont été répartis entre deux provinces. Chaque district est composé de sous-divisions administratives. Le Népal comprend six métropoles, 11 sous-métropoles, 276 municipalités et 460 municipalités rurales.
Le système actuel des sept provinces a remplacé en 2015 l'ancien système où le Népal était divisé en 5 régions de développement, elles-mêmes subdivisées en 14 zones administratives.
En janvier 2018, le gouvernement du Népal a annoncé le siège temporaire de l'une des sept provinces. Selon l'Article 295, paragraphe 2, de la constitution, les noms permanents des provinces seront déterminés par un vote des deux tiers dans chaque province.
Le 30 décembre 2019, la Province 3 prend ainsi le nom de Bagmati, Hetauda se voyant confirmée dans la foulée en tant capitale provinciale.

## Politique

### Exécutif
Le pouvoir exécutif des provinces est conféré au Conseil des Ministres de la province.
Chaque province a un président au rôle cérémonial faisant office de représentant du gouvernement fédéral. Le président nomme un gouverneur dans chaque province. Le gouverneur nomme le chef du parti ayant la majorité à l'assemblée provinciale comme ministre en chef et le conseil des ministres est formé sous la présidence du ministre en chef.

### Législatif
L'assemblée provinciale ou Pradesh Sabha est une assemblée législative monocamérale, dont les membres sont élus pour une durée de cinq ans, sauf en cas de dissolution anticipée.
Les candidats pour chaque circonscription sont choisis par les partis politiques ou se présentent comme candidats indépendants. Chaque circonscription élit un représentant selon un scrutin uninominal majoritaire à un tour, dont le total représente 60 % des sièges. Les électeurs déposent un autre bulletin de vote pour l'élection des 40 % des sièges restants, attribués à la représentation proportionnelle des partis. Un quota d'un tiers des sièges attribués est réservé aux femmes.
Le gouvernement provincial est formé par le parti qui obtient la majorité absolue des sièges parlementaires, ou à défaut par une coalition de partis.

## Liste des provinces
| Province      | Capitale      | Gouverneur                          | Ministre en chef                    | Districts | Superficie (km2) | Population (2011) | Densité (habitants/km2) | Carte |
| ------------- | ------------- | ----------------------------------- | ----------------------------------- | --------- | ---------------- | ----------------- | ----------------------- | ----- |
| Koshi         | Biratnagar    | Prof. Dr. Govinda Bahadur Tumbahang | Sher Dhan Rai                       | 14        | 25 905 km2       | 4 534 943         | 175                     |       |
| Madhesh       | Janakpur      | Ratneshwar Lal Kayastha             | Mohammad Lalbabu Raut               | 8         | 9 661 km2        | 5 404 145         | 559                     |       |
| Bagmati       | Hetauda       | Anuradha Koirala                    | Dormani Poudel                      | 13        | 20 300 km2       | 5 529 452         | 272                     |       |
| Gandaki       | Pokhara       | Baburam Kunwar                      | Prithvi Subba Gurung                | 11        | 21 504 km2       | 2 403 757         | 112                     |       |
| Lumbini       | Deukhuri      | Umakanta Jha                        | Shankar Pokharel                    | 12        | 22 288 km2       | 4 499 272         | 219                     |       |
| Karnali       | Birendranagar | Durga Keshar Khanal                 | Mahendra Bahadur Shahi              | 10        | 27 984 km2       | 1 570 418         | 41                      |       |
| Sudurpashchim | Godawari      | Mohan Raj Malla                     | Trilochan Bhatta                    | 9         | 19 539 km2       | 2 552 517         | 130                     |       |
| Népal         | Katmandou     | Président Bidya Devi Bhandari       | Premier Ministre Sher Bahadur Deuba | 77        | 147 181 km2      | 26 494 504        | 180                     |       |